# Перша книга Макавеїв
Перша книга Макавеїв — второканонічна книга, що входить до канону книг Старого Заповіту. Історично належить до второканонічних книг, оскільки не визнається євреями та протестантами і ними вважається апокрифом.
Назва «Макавейські книги» походить від головного героя Юди, званого Макавеєм (івр. Єгуда гаМаккабі / ‏יהודה המכבי‎), який прославився у боротьбі юдеїв проти могутньої гелленістичної держави Селевкідів.

## Датування
Дотепер збереглося три кодекси з Септуаґінти: Синайський кодекс, Александрійський кодекс та кодекс Венетус. Хоча виходячи з аналізу грецького перекладу первинний текст був написаний івритом, оригінальний текст втрачено. Слідуючи за описом подій у книзі автор писав текст очевидно з розповідей людей знайомих з подіями або безпосередньо з розповідей учасників подій. Книга за характером історична і датується написаною до 104 року до н. е.

## Зміст
За часів панування над Юдеєю Антіоха IV Епіфана, басилевса Держави Селевкідів, проводилась жорстка політика еллінізації (поширення грецької мови, релігії та культури) щодо єврейського населення Юдеї. Ключовим елементом такої політики було прагнення спонукати або змусити євреїв відмовитися від особливостей своєї віри і ввести в Юдею грецьку культуру і релігію. У 167 р. до н. е. Антіох перетворив Єрусалимський храм в святилище Зевса Олімпійського. Апогеєм гонінь на юдаїзм стали язичницькі жертвоприношення у головній єврейської святині — Єрусалимському храмі. Ображене релігійне почуття юдеїв викликало вибух обурення в їх середовищі, який вилився в озброєне повстання у 166 році до н. е. Початком повстання стало вбивство Маттафією у його місці поселення — Модіїні єврея, який приніс жертву на вівтарі, побудованому греками. І коли один з них хотів все-таки зробити язичницьке жертвоприношення, Маттафія убив відступника, який мав виконати наказ, так само як і сирійського чиновника. A потім звернувся до жителів Модііна зі словами: «Нехай прийдуть всі, хто любить справедливість і право і підуть за мною». Після цього Маттафія з родиною втік у гори і незабаром об'єднав і очолив повстанські загони, які раніше діяли в Юдеї та південній Самарії. Священик Маттафія, що встав на чолі повсталих, заважав діяльності царської адміністрації, здійснював напади на сусідні місцевості, руйнуючи поганські вівтарі, караючи відступників від віри предків і євреїв лояльних новій політиці. Маттафія незабаром помер, але його дії призвели до втрати сирійського адміністративного контролю в Юдеї. Після його смерті у 167 році до н. е. керівництво повстанцями перебрав на себе його син Юда Маккавей. У той час коли Антіох IV вів війну на сході своєї імперії Маккавеям вдалося розбити невеликі військові угрупування селевкідів у битвах при Еммаусі та Бет-Сурі. У битві при Елаза між повстанцями та сирійськими військами у березні 160 р. до н. е. гине Юда Маккавей і повстанці отримують поразку від переважаючої сили противника. Після загибелі Юди його брат Йонатан очолив повстання. Він зумів скористатися розбіжностями в імперії Селевкідів між претендентами на престол. Балансуючи між Деметрієм I Сотером і Александром I Баласом, а згодом між Деметрієм II Нікатором і Діодотом Трифоном, Йонатан став первосвящеником і правителем Юдеї. Його наступником стає його син Йоханан Гіркан.
Зміст визвольної боротьби Макавеїв викладено виразом Симона Хасмонея:

## Розділи
- Глави 1-2 : Причина боротьби
- Глави 3-9,22 : Дії Юди (166—161)
- Глави 9,23-12 : Дії Йонатана (161—143)
- Глави 13-16 : Дії Симона (143—135)